# 天主教訥韋爾教區
天主教訥韋爾教區（拉丁語：Dioecesis Nivernensis）是法國一個羅馬天主教教區，屬第戎總教區。
教區主教在517年首次見於文獻，位於涅夫勒省，2004年有教友180,000人（佔轄區總人口77.6%）、五十一個堂區、六十七名司鐸。現任教區主教為蒂埃里·布拉克·德拉佩爾里埃。